# NGC 791
NGC 791 ist eine Elliptische Galaxie vom Hubble-Typ E0 im Sternbild Fische auf der Ekliptik. Sie ist schätzungsweise 362 Millionen Lichtjahre von der Milchstraße entfernt und hat einen Durchmesser von etwa 170.000 Lichtjahren.
Im selben Himmelsareal befinden sich u. a. die Galaxien NGC 766 und IC 1772.
Das Objekt wurde am 3. Dezember 1861 von dem deutsch-dänischen Astronomen Heinrich Louis d’Arrest entdeckt.